# Rolf Nøddelund
Rolf Nøddelund (Oslo, 19 maart 1926 - aldaar, 1998) was een Noors dirigent, arrangeur, klarinettist en jazz-saxofonist.

## Carrière
Nøddelund werd na zijn muziekstudie eerst altsaxofonist en baritonsaxofonist in The Norwegian Big Band. Met deze groep heeft hij verschillende plaatopnames gemaakt, waaronder Day In, Night Out. Van 1959 tot 1982 en van 1984 tot 1988 was hij dirigent van het Østre Aker Musikkorps. Met dit orkest behaalde hij vele successen en bracht het korps op een hoog niveau. In 1980 werd hij erelid van dit orkest.
Hij was langdurig dirigent van Hans Majestet Kongens Gardes Musikkorps. In deze functie heeft hij vele werken gearrangeerd voor harmonieorkest zoals Roslagsvår van Hugo Alfven; Sønnavindsvalsen van Bjørn Amdahl; Kompani Linges marsj Bjørn Amdahl; Sommer i Tyrol, selectie van Ralph Benatzky; En glad polka van John Fjeldbu; Scorer'n van Kjell Krane; I could have danced all night van Frederick Loewe; My fair lady i gata van Frederick Loewe; Folkevise (Där björkarna susar) van Oskar Merikanto; Den førsta gång jag såg dig van Birger Sjøberg; Tonerna van Carl Leopold Sjøberg; Den fyste song van Lars Søraas, Festmarsj van Cristian Teilman en Tollheim Polka van Toralf Tollefsen.